# Gilbert Mayer
Ne doit pas être confondu avec l'homme politique Gilbert Meyer.
Scènes principales
Opéra national de Paris
Gilbert Mayer, né le 3 novembre 1934 à Genève, est un danseur et professeur de danse suisse,.
Premier danseur du ballet de l'Opéra de Paris et professeur de danse de 1970 à 2001 dans cette compagnie dirigée pendant cette période, successivement, par Roland Petit, Claude Bessy, Raymond Franchetti, Violette Verdy, Rosella Hightower, Rudolf Noureev et Patrice Bart, il représente l’école française .

## Premier danseur
Gilbert Mayer entre en 1948 à l'école de danse de l'Opéra de Paris. 
En 1951, il intègre le corps du ballet de l'Opéra de Paris et est nommé « grand sujet » en 1955, premier danseur en 1961 et participe aux tournées du ballet de l’Opéra, notamment au Covent Garden de Londres en 1954, au Bolchoï de Moscou en 1958, à l’Exposition universelle de Montréal en 1967. Il fait ses adieux à la scène en 1973.

## Professeur de danse à l'Opéra de Paris
De 1970 à 2001, Gilbert Mayer est professeur à la fois du corps du ballet de l'Opéra de Paris et de l'école de danse. 
Il est considéré comme le « maître du style français à l’Opéra de Paris ».
Gilbert Mayer est professeur invité dans le monde de la danse.

## Influences
Une séquence d'exercices à la barre de Gilbert Mayer est reprise dans une séquence de William Forsythe pour sa chorégraphie « Rearray », faisant partie du spectacle 6 000 miles away de Sylvie Guillem et Nicolas Le Riche.
Mathieu Ganio considère Gilbert Mayer comme son mentor.

## Hommage à Gilbert Mayer
Le 1er avril 2021, Gilbert Mayer fête 70 ans au service de la danse et de l’Opéra de Paris.

## Distinctions
- Chevalier de la Légion d’honneur[8]
- Commandeur des Arts et des Lettres
- Commandeur des Palmes académiques et Médaille de vermeil de la Ville de Paris[12]

## Filmographie
- 2010 : Aurélie Dupont, l'espace d'un instant, documentaire de Cédric Klapisch, 55 min[13] : on y voit Gilbert Mayer enseigner la classe du ballet de l'Opéra de Paris.
- 2017 : Le Style français - hommage à Gilbert Mayer, documentaire d'un hommage à Gilbert Mayer avec Gilbert Mayer, Aurélien Houette, Sébastien Bertaud, Marion Barbeau, Roxane Stojanov, Axel Ibot et Mathieu Contat de l'Opéra de Paris[11].